# Chanyu
Chanyu (aussi écrit Chan-yu ou Shanyu ; chinois simplifié : 单于 ; chinois traditionnel : 單于 ; pinyin : chányú ; Wade : Ch'an²-yü²) était le titre donné aux chefs des Xiongnu durant les ères de la dynastie Qin et de la dynastie Han. Il fut remplacé par le titre de Khagan chez les turco-mongol. La traduction littérale est probablement quelque chose comme « le plus grand », grossièrement équivalent au chinois « fils du ciel » car ce qui reste du langage xiongnu n’est connu que très partiellement par les écrits des historiens chinois de ces époques. Comme dans la plupart des peuples nomades, le titre était héréditaire.

## Xiongnu
- Touman
- Modu Chanyu
- Laoshang Chanyu (en), fils de Modu.

## Xianbei
Le chanyu xianbei, Murong Shegui est connu pour avoir fait migrer sa population de la région correspondant à l'actuel Xian de Yi (Liaoning), à la région correspondant à l'actuelle Liaoyang, tous deux dans la province du Liaoning.